# Primera Visión

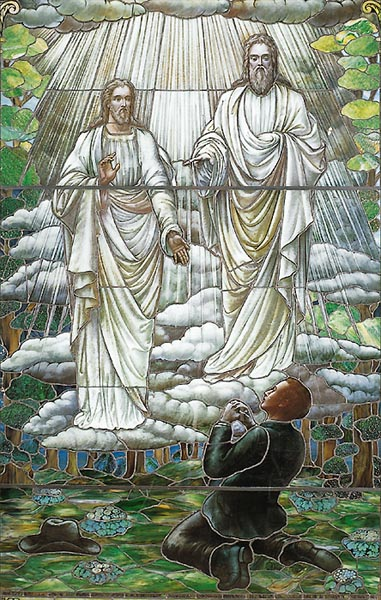
Vitral representando la primera visión de Joseph Smith, completado en 1913 por un artista desconocido (Museo de Historia y Arte de la Iglesia).

La Primera Visión, según La Iglesia de Jesucristo de los Santos de los Últimos Días, fue una teofanía que dijo haber experimentado Joseph Smith en 1820 en un lugar cercano a su casa, en el oeste de Nueva York, conocido hoy en día por los Santos de los Últimos Días (mormones) como «arboleda sagrada». Smith dijo que al orar para saber cuál iglesia era la verdadera, como respuesta, mensajeros celestiales le dijeron que todas las iglesias existentes en la época eran falsas y se habían corrompido.
Durante los primeros años de La Iglesia de Jesucristo de los Santos de los Últimos Días, la posición de Smith como profeta derivó principalmente de su publicación del Libro de Mormón, el cual dijo haber traducido a partir de unas planchas de oro reveladas a él por el ángel Moroni. Al transcurrir las décadas de 1830 y 1840, Smith dio varios relatos de esa primera visión, tal como hicieron un número de sus asociados y conocidos.
Aunque muchos de los miembros de esta denominación creen en la veracidad de la Primera Visión, difieren en su significado y la exactitud de sus detalles canónicos. El historiador mormón Marlin Jensin, si bien cree en la Primera Visión, reflexiona sobre la gran diferencia entre los distintos recuentos de Smith. Por otra parte, el teólogo evangélico y estudioso del mormonismo Richard Mouw, rechaza la veracidad de la teofanía, pero al mismo tiempo atribuye a Smith una sinceridad instintiva en sus testimonios.

## Creencias religiosas de la familia de Smith

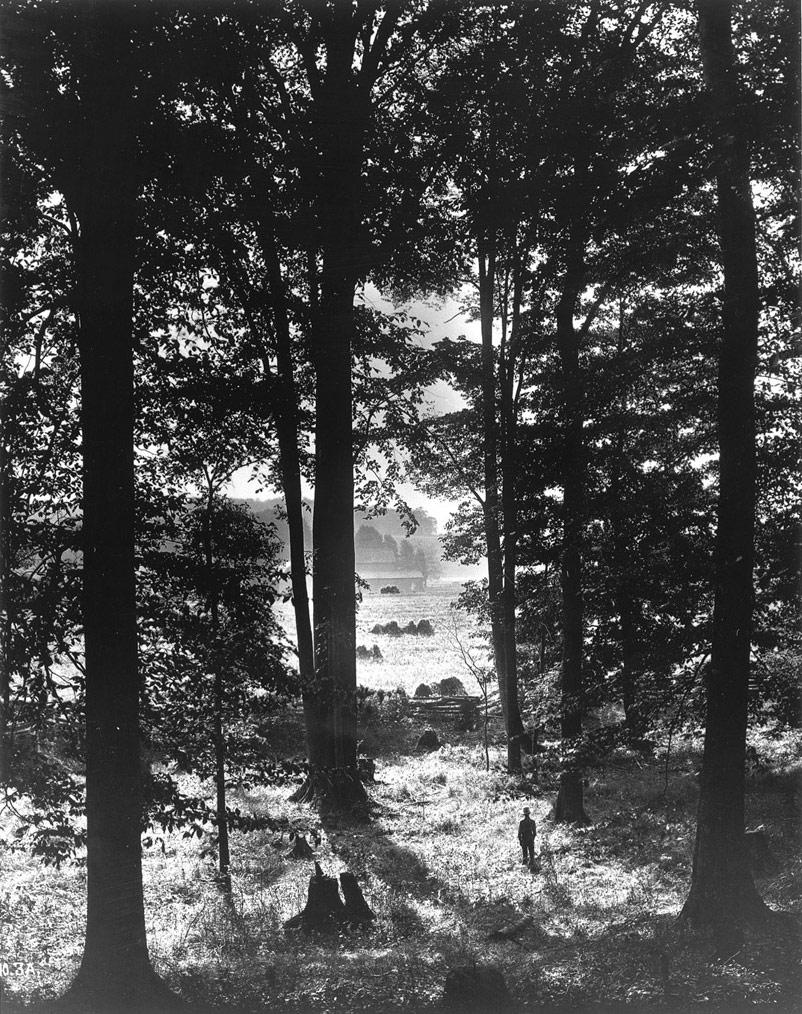
Fotografía de la arboleda donde Joseph Smith tuvo la Primera Visión.

Como muchos otros estadounidenses de principios del siglo XIX, la familia de Smith era propensa a aceptar como ciertas supuestas visiones y teofanías. En 1811, el abuelo materno de Joseph Smith, Solomon Mack, un cristiano ortodoxo de setenta y seis años de edad, declaró haber recibido una serie de visiones y voces de Dios.
El abuelo paterno de Smith, Asael Smith, por su parte, criado en la iglesia congregacional, fue atraído por las enseñanzas de John Murray, pastor de la iglesia universalista. Smith abandonó el calvinismo, y por un tiempo sirvió como moderador en un grupo de universalistas. Impartió una creencia fuerte en la reconciliación universal, doctrina que habla de la salvación de todos los seres humanos. También cultivó una desconfianza hacia el cristianismo ortodoxo a su familia.

## Cuenta de 1830
La primera mención de la Teofanía fue escrita en 1830 por la mano del mismo Joseph Smith. Esta narración difiere en algunos puntos clave de la versión oficial de la Iglesia SUD. Smith relata que al experimentar la visión tenía 16 años, y aún antes de tenerla, ya estaba convencido de que todas las denominaciones cristianas de su época habían apostatado:  
"habían apostatado de la fe verdadera y viviente y que no había ni sociedad ni denominación fundada sobre el evangelio de Jesucristo como aparece en el nuevo testamento.."
"..en el  XVI año de mi vida un pilar de fuego más brillante que el sol de mediodía descendió de lo alto y descansó sobre mí y se me llenó del espíritu de dios.."
Una de las diferencias principales entre esta cuenta y las versiones posteriores que se volvieron más conocidas en la iglesia es la omisión de la presencia del Padre Celestial en la visión. En relatos posteriores, Smith describe la presencia tanto de Dios el Padre como de Jesucristo. Además, en versiones posteriores, se enfatiza más la idea de la restauración del evangelio y la revelación de nuevas verdades a Smith.
Esta divergencia en las diferentes narraciones de la primera visión ha sido objeto de estudio y debate entre historiadores y académicos, y algunos críticos y apologistas de la iglesia. Algunos argumentan que estas variaciones pueden ser indicativas de la evolución de la comprensión y la presentación de Smith sobre su propia experiencia religiosa con el tiempo, mientras que otros sugieren que las discrepancias pueden plantear preguntas sobre la autenticidad de la visión que parece cambiar significativamente con el pasar de los años. 

## Cuenta del 9 de noviembre de 1835
En esta narración, José Smith escribe que cuando tenía 14 años, se le aparecieron dos seres celestiales acompañados por innumerables ángeles. Uno de estos seres desciende en medio de un pilar de fuego, mientras que el otro atestigua que "Jesucristo es el Hijo de Dios". Ningún personaje es nombrado específicamente en esta versión y Smith termina abruptamente la historia, pasando a la aparición de Moroni tres años después.

## Cuenta de 1838
Este es el relato más conocido de la primera visión de Joseph Smith y se convertiría en la versión oficial de la Iglesia SUD con su inclusión en la Perla de Gran Precio. El Profeta Smith plantea que debido al avivamiento estadounidense y las fuertes divisiones entre los metodistas, bautistas y presbiterianos que formaban parte de ella, se sentía impulsado a pedir ayuda divina para saber cuál de las Iglesias era la verdadera. Así que, en la primavera de 1820, Smith fue al bosque para orar y apenas terminó, se le aparecieron el Padre Celestial y su Hijo Jesucristo en carne y hueso. Le dijeron que no debía unirse a ninguna Iglesia, algo que, en esta versión, el Sr. Smith nunca había considerado, y que todos sus credos eran una abominación a sus ojos. La visión terminó cuando Joseph se despertó solo sobre su espalda en el bosque.